# 10030 Philkeenan
10030 Philkeenan este un asteroid din centura principală de asteroizi.

## Descriere
10030 Philkeenan este un asteroid din centura principală de asteroizi. A fost descoperit pe 30 august 1981 la Stația Anderson Mesa de Edward L. G. Bowell. Asteroidul prezintă o orbită caracterizată de o semiaxă mare de 3,07 ua, o excentricitate de 0,18 și o înclinație de 1,2° în raport cu ecliptica.